# CV Sant Cugat
CV Sant Cugat är en volleybollklubb från Sant Cugat del Vallès, Katalonien, Spanien. Klubben har under flera perioder spelat i Superliga Femenina de Voleibol (högsta serien).